# Strada bianca
Strada bianca è l'unico album (pubblicato nel 1974) dei Data, supergruppo formato da tre session men dell'etichetta Numero Uno: Massimo Luca, Damiano Dattoli e il futuro cantautore Umberto Tozzi.

## Descrizione
Tozzi, Dattoli e Luca si conoscono lavorando alla Numero Uno e decidono di formare un gruppo con un'impostazione a metà tra il rock progressivo e la musica acustica.
Il disco viene arrangiato da Claudio Pascoli, musicista conosciuto da Tozzi ai tempi del Patrick Samson Set, come il batterista Euro Cristiani, che collabora anch'egli all'album.
I testi sono tutti scritti da Alberto Salerno, che usa lo pseudonimo Manipoli.
La copertina è curata da Caesar Monti e raffigura una clessidra; i tecnici del suono sono Ezio De Rosa e Piero Bravin.
Dall'album viene tratto un 45 giri con le due canzoni più orecchiabili, Compleanno e Attore di varietà; un'altra canzone da ricordare è Per mia madre, cantata da Umberto Tozzi.
L'album è stato ristampato in cd nel 1990 dell'etichetta RCA.

## Tracce
Lato A
1. Compleanno (testo di Manipoli; musica di Umberto Tozzi, Damiano Dattoli e Massimo Luca) - 3'05"
2. Strada bianca (testo di Manipoli; musica di Massimo Luca) - 3'26"
3. Congresso di filosofia (testo di Manipoli; musica di Damiano Dattoli) - 2'29"
4. Tutto il mio mondo (testo di Manipoli; musica di Damiano Dattoli) - 3'08"
5. Dove va l'umanità (testo di Manipoli; musica di Umberto Tozzi, Damiano Dattoli e Massimo Luca) - 2'55"
6. Data I (musica di Massimo Luca) - 0'29"

Lato B
1. Per mia madre (testo di Manipoli; musica di Umberto Tozzi) - 4'08"
2. Aria in me  (testo di Manipoli; musica di Umberto Tozzi, Damiano Dattoli e Massimo Luca) - 4'04"
3. Weniwa (musica di Umberto Tozzi) - 0'20"
4. Io e la mia scimmia (testo di Manipoli; musica di Umberto Tozzi e Damiano Dattoli) - 1'58"
5. Magia (testo di Manipoli; musica di Massimo Luca) - 3'18"
6. Attore di varietà (testo di Manipoli; musica di Umberto Tozzi, Damiano Dattoli e Massimo Luca) - 3'27"
7. Data II (musica di Massimo Luca) - 0'43"

## Formazione
Gruppo
- Umberto Tozzi: voce, chitarra
- Damiano Dattoli: voce, basso elettrico
- Massimo Luca: voce, chitarra

Altri musicisti
- Euro Cristiani: batteria
- Pierluigi Mucciolo: tromba, trombone
- Claudio Pascoli: sax
- Mario Arghittu: fiati